# Policarpo
Policarpo  è un nome proprio di persona italiano maschile.

## Varianti
- Maschili: Policarpio

### Varianti in altre lingue
- Catalano: Policarp
- Greco antico: Πολύκαρπος (Polykarpos)[1][2]
- Inglese: Polycarp[1]
- Latino: Polycarpus
- Polacco: Polikarp
- Portoghese: Policarpo
- Spagnolo: Policarpo
  - Femminili: Policarpa
- Ungherese: Polikárp

## Origine e diffusione
Deriva dal nome greco antico Πολύκαρπος (Polykarpos), latinizzato in Polycarpus. È composto da πολυς (polys, "molto") e καρπος (karpos, "frutto"), e significa quindi "ricco di frutti", "fruttifero" o, per estensione, "creativo".
Si tratta di un nome augurale, che godette di particolare diffusione presso i primi cristiani. È analogo, per significato, ai nomi Efrem, Eustachio, Carpoforo e Fruttuoso.

## Onomastico
L'onomastico è festeggiato il 23 febbraio in memoria di san Policarpo di Smirne, teologo, vescovo e martire a Smirne. Con questo nome si ricorda anche san Policarpo d'Antiochia, martire, commemorato il 7 dicembre.

## Persone

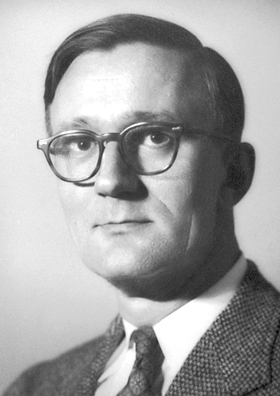
Polykarp Kusch

- Policarpo, funzionario dell'Impero romano d'Oriente
- Policarpo di Smirne, vescovo e santo anatolico
- Policarpo Cacherano d'Osasco, generale e politico italiano
- Policarpo Paz García, generale honduregno
- Policarpo Petrocchi, scrittore, filologo e italianista italiano
- Policarpo Ribeiro de Oliveira, calciatore brasiliano

### Varianti maschili

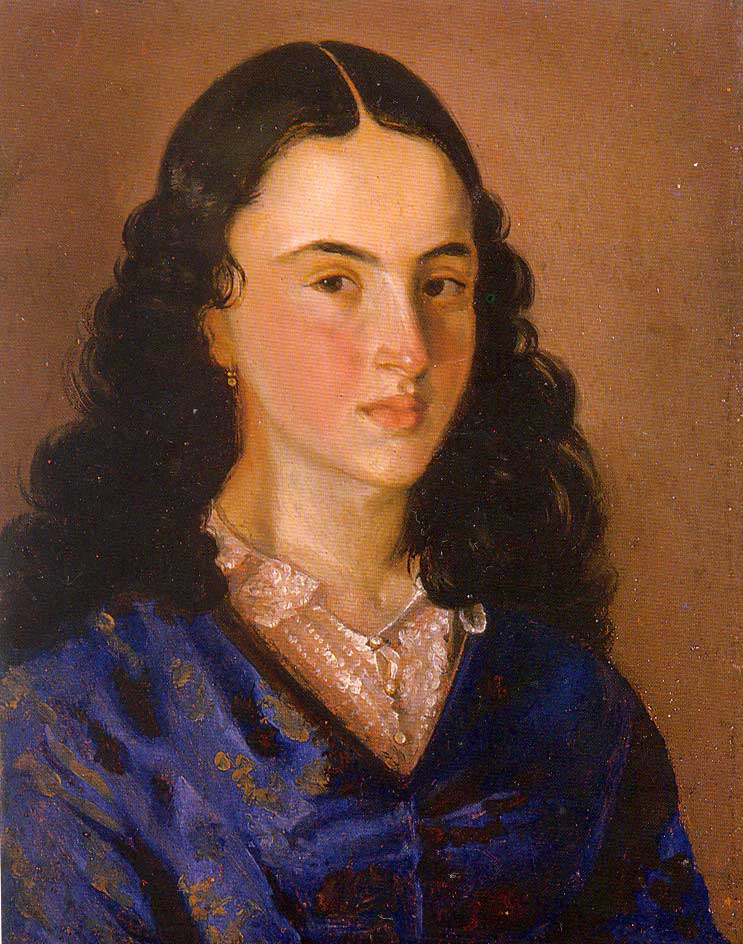
Policarpa Salavarrieta

- Johann Christian Polycarp Erxleben, biologo tedesco
- Polykarp Kusch, fisico tedesco naturalizzato statunitense
- Polycarp Pengo, cardinale e arcivescovo cattolico tanzaniano

### Variante femminile Policarpa
- Policarpa Salavarrieta, sarta e spia colombiana

## Il nome nelle arti
- Policarpo De' Tappetti è un personaggio del film del 1959 Policarpo, ufficiale di scrittura, diretto da Mario Soldati.